# 대한식 소총
대한식 소총은 대한민국이 자체개발한 볼트액션식 소총이다. 정식 채용 전에 M1 개런드의 보급으로 양산에는 실패하였으며. 소량만 생산되었다. 